# 成完鍾

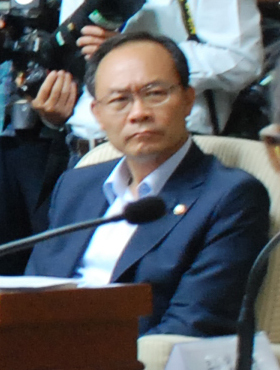
成完鍾

成 完鍾（ソン・ワンジョン、朝鮮語: 성완종、Sung Wan Jong、1951年8月20日 - 2015年4月9日）は、韓国の実業家、政治家。本貫は昌寧成氏。国会議員の成一鍾は弟。
忠清南道瑞山郡地谷面生まれ。家庭内虐待により小学校5年中退後は実母を探しにソウルへ行った。10代後半には薬局や新聞配達などで稼いだ金で母と共にソウルから瑞山郡に帰り、母と弟たちと同郡海美面に住み着いて、貨物営業所を経営し事業を始めた。その後は中堅建設会社京南企業を筆頭に流通・ホテル・エネルギーなど11社からなる企業グループを、一代で築いたオーナー会長となった。
2012年4月の第19代総選挙に先進統一党から立候補し、当選した。
2015年に李明博政権における資源外交不正疑惑問題で検察の聴取を受け、4月9日に遺書を残し失踪、同日午後、北漢山兄弟峰付近で死亡しているのが発見され、自殺とみられている。遺体の検視過程で、着衣のポケットから白いメモ用紙が見つかり、現職の李完九首相、現・元青瓦台秘書室長3人、与党セヌリ党の広域団体長3人、元与党事務総長の計8人の実名や金額などが書かれていた。